# Карусель (фильм, 1950)
«Карусель» (англ. La Ronde) — экранизация скандально известной пьесы Артура Шницлера «Хоровод» (1900), осуществлённая в 1950 году кинорежиссёром Максом Офюльсом. Вслед за Офюльсом пьесу Шницлера, которая в своё время считалась скабрёзной и обвинялась в оскорблении общественной нравственности, перенесли на киноэкран Роже Вадим (1964) и Отто Шенк (1973).

## Сюжет
Действие происходит в Вене на исходе XIX века. Любовь и искушение метафорически представлены как нескончаемый трагикомический хоровод. Каждый из персонажей вступает в романтические отношения с предыдущим, потом расстаётся с ним и влюбляется в следующего персонажа. Друг за другом перед зрителям проходят сердечные терзания проститутки, солдата, служанки, сына её хозяйки, замужней дамы, её супруга, молодой неопытной девушки, поэта, актрисы и аристократа.

## В ролях
- Симона Синьоре — Леокадия, проститутка
- Серж Реджани — Франц, солдат
- Симона Симон — Мари, горничная
- Даниэль Желен — Альфред
- Даниэль Дарьё — Эмма Брайткопф
- Фернан Граве — Карл Брайткопф, муж Эммы
- Одетт Жуаё — Анна, гризетка
- Жан-Луи Барро — Роберт Куленкампф, поэт
- Иза Миранда — Шарлотта, актриса
- Жерар Филип — граф
- Антон Уолбрук — от автора

## Приёмы
«Карусель» иллюстрирует завороженность Офюльса непрерывными планами и вращением действия в ритме вальса. Первая, нарочито театральная сцена произвела большое впечатление на молодого Кубрика. Антон Уолбрук выступает в качестве распорядителя церемоний и повествователя. Его персона и голос вместе с несмолкающими звуками вальса Штрауса помогают связать разрозненные эпизоды в органическое целое. Костюмы «прекрасной эпохи» для фильма создал Юрий Анненков.

## Награды
«Карусель» Макса Офюльса — один из немногих фильмов не на английском языке, которые выдвигались на «Оскар» более чем в одной номинации. Фильм претендовал на соискание американских премий по разделам «лучший сценарий» и «лучшая работа художника-постановщика». «Карусель» также удостоилась премии BAFTA за лучший фильм.